# Контајнер Терминал
Контајнер Терминал је насеље у Италији у округу Ређо ди Калабрија, региону Калабрија.
Према процени из 2011. у насељу је живело 15 становника. Насеље се налази на надморској висини од 6 м.